# Quốc ca Argentina
Quốc ca Argentina (tiếng Tây Ban Nha: Himno Nacional Argentino) là quốc ca của Argentina. Lời bài hát của tác phẩm được viết bởi chính trị gia sinh ra tại Buenos Aires là Vicente López y Planes và phần nhạc được sáng tác bởi nhạc sĩ Tây Ban Nha Blas Parera. Tác phẩm được thông qua với tư cách bài hát chính thức duy nhất vào ngày 11 tháng 5 năm 1813, ba năm sau Cách mạng Tháng Năm.
Một số bài thơ đầu tiên, khá khác biệt, được sáng tác từ năm 1810; một phiên bản sau đó được giới thiệu vào năm 1813, được sử dụng trong suốt thế kỷ XIX. Hiện tại, ngắn hơn nhiều, bài quốc ca chỉ bao gồm những câu thơ đầu tiên và cuối cùng và điệp khúc của Tháng ba Yêu nước 1813, bỏ qua nhiều văn bản cảm xúc về cuộc chiến tranh giành độc lập từ Tây Ban Nha (với những cánh tay mạnh mẽ họ xé nát con sư tử kiêu ngạo từ Iberia).

## Lời bài hát

### Phiên bản hiện đại
Sau đây là phiên bản hiện đại, được thông qua vào năm 1924, bỏ qua phần lời ở giữa trong thời gian dài chống lại Tây Ban Nha
| Tiếng Tây Ban Nha | Lược dịch tiếng Việt |
| --- | --- |
| Oíd, mortales, el grito sagrado: "¡Libertad! ¡Libertad! ¡Libertad!" Oíd el ruido de rotas cadenas ved en trono a la noble igualdad Ya su trono dignísimo abrieron las Provincias Unidas del Sud y los libres del mundo responden: 𝄆 "¡Al gran pueblo argentino, salud!" 𝄇 𝄆 Y los libres del mundo responden: "¡Al gran pueblo argentino, salud!" 𝄇" Sean eternos los laureles, 𝄆 que supimos conseguir. 𝄇 Coronados de gloria vivamos O juremos con gloria morir! 𝄆 O juremos con gloria morir! 𝄇 | Có nghe chăng tiếng gọi thiêng liêng ấy: "Tự do! tự do! tự do!" Cùng nhau ta đập tan gông xiềng xích Và đưa sự bình đẳng cai trị chúng ta. Ngai vàng của những kẻ xứng đáng đã mở Ta lập nên một Liên minh thống nhất. Và những người tự do trên thế giới cùng ngợi ca 𝄆 "Vĩ đại thay! người Argentina" 𝄇 Và những người tự do trên thế giới cùng ngợi ca 𝄆 "Vĩ đại thay! người Argentina" 𝄇 Vinh quang này sẽ tồn tại đến muôn đời 𝄆Xương máu ta đã đổ ra vì nó 𝄇 Chúng ta sẽ sống trong vinh quang muôn đời Hoặc chúng ta thề sẽ chết vì vinh quang! 𝄆 Hoặc chúng ta thề sẽ chết vì vinh quang! 𝄇 |